# Ласкао
Ласкао, Ласкано (баск. Lazkao (офіційна назва), ісп. Lazcano) — муніципалітет в Іспанії, у складі автономної спільноти Країна Басків, у провінції Гіпускоа. Населення — 5354 особи (2009).
Муніципалітет розташований на відстані близько 320 км на північний схід від Мадрида, 35 км на південний захід від Сан-Себастьяна.
На території муніципалітету розташовані такі населені пункти: (дані про населення за 2009 рік)
- Ласкао: 5168 осіб
- Ласкаоменді: 102 особи
- Семпере: 34 особи
- Субієррека: 50 осіб

## Демографія
Динаміка населення (INE ):

## Галерея зображень

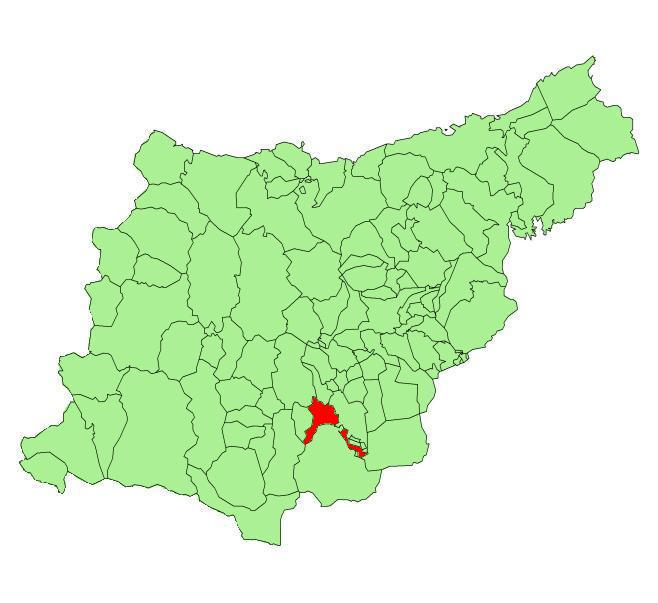
Розташування муніципалітету
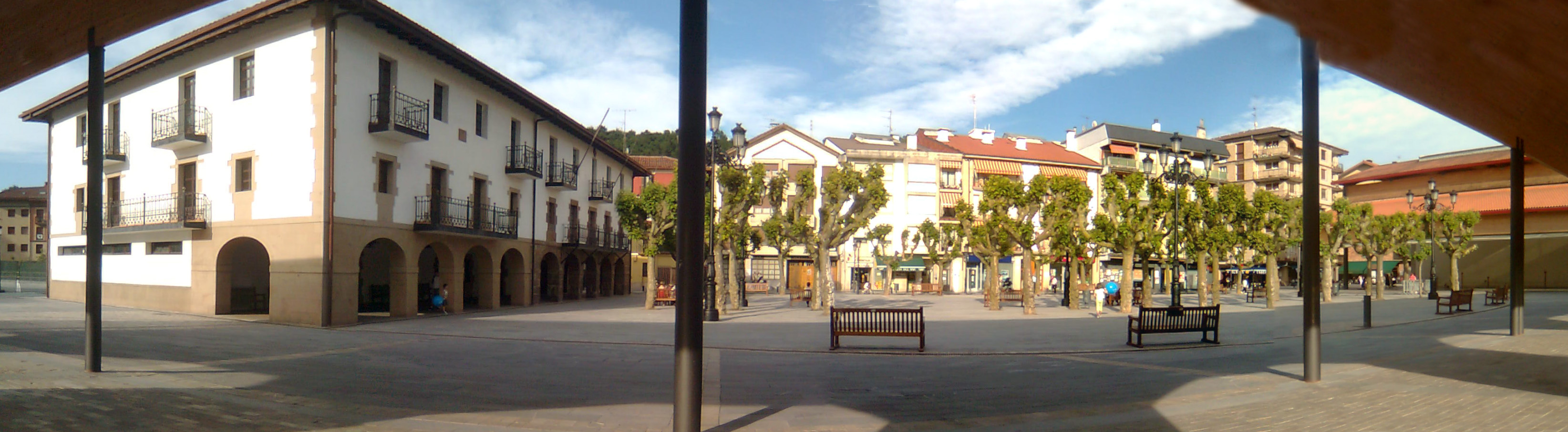
Центральна площа і муніципальна рада Ласкао